# 国立霞ヶ丘陸上競技場とりこわし工事
国立霞ヶ丘陸上競技場とりこわし工事（こくりつかすみがおかりくじょうきょうぎじょうとりこわしこうじ）では、国立競技場のとりこわし工事（解体工事）を巡る経緯を記す。

## 概要
2012 年、東京2020 オリンピック・パラリンピック招致委員会は、国立霞ヶ丘陸上競技場を8 万人収容のスタジアムに改築し、開閉会式・陸上競技・サッカー決勝戦・ラグビーの会場とする開催基本計画を正式に発表、旧国立競技場は解体されることとなった。日本スポーツ振興センター (JSC)が主導した解体工事の一般競争入札は、「入札方法の不公正」「官製談合の疑い」により混乱した。入札の過程において、JSC が、開札前に工事費内訳書を開封していたこと、入札者が提出した工事費内訳書の開封と並行して予定価格の決定に係る関係調達機関内部の手続を行っていたことは、調達過程の公正性および公平性ならびに入札書の秘密性を損なうものとして、国会でも取り上げられる事態となった。本記事では、主に、国立霞ヶ丘陸上競技場とりこわし工事の入札の経緯を記述する。

## 第1回入札（第1回入札は2回実施された）
日本スポーツ振興センター (JSC)は、国立霞ヶ丘競陸上競技場等とりこわし工事について一般競争入札を行った。2014年3月24日に入札公告が公示された第1回目の入札では、入札に参加出来る資格が建設業者に限られ、北工区では西松建設株式会社、南工区は株式会社安藤・間、フジタ・大和小田急特定建設工事共同企業体、株式会社NIPPOの3社が入札に参加した。2014年5月に開札された第1回目の入札（予定価格：北工区20億3686万2000円・南工区18億7963万円）では、北工区は西松建設23億7000万円、南工区はフジタ24億5600万円、安藤・間27億4000万円、NIPPO31億1000万円での入札となり、不調となった。2回目の入札では、北工区は西松建設23億5000万円、フジタ24億5000万円（安藤・間、NIPPOは辞退）で入札し、不調となった。

### 入札結果
＜入札結果：北工区＞　　　　　　　　　　　　　　　　　　　　（単位：円）
| 入札者名                                                           | 1回目         | 2回目         | 3回目 | 備考             |
| 西松建設株式会社                                                   | 2,370,000,000 | 2,350,000,000 | ―     | 不調（総合評価） |
| 予定価格 2,036,862,000（消費税及び地方消費税相当額を控除した金額） |               |               |       |                  |

＜入札結果：南工区＞　　　　　　　　　　　　　　　　　　　　（単位：円）
| 入札者名                                                           | 1回目         | 2回目         | 3回目 | 備考             |
| フジタ・大和小田急ＪＶ                                             | 2,456,000,000 | 2,450,000,000 | ―     | 不調（総合評価） |
| 安藤・間                                                           | 2,740,000,000 | 辞退          | ―     | 不調（総合評価） |
| NIPPO                                                              | 3,110,000,000 | 辞退          | ―     | 不調（総合評価） |
| 予定価格 1,879,630,000（消費税及び地方消費税相当額を控除した金額） |               |               |       |                  |

### 入札公告
＜入札公告＞
次のとおり一般競争入札に付します。　平成26年3月24日
独立行政法人日本スポーツ振興センター　契約担当役 理事長 河野一郎　　◎調達機関番号 576 ◎所在地番号 13
1 工事概要
(1)品目分類番号 41
(2) 工事名
A 国立霞ヶ丘陸上競技場等とりこわし工事(北工区)
B 国立霞ヶ丘陸上競技場等とりこわし工事(南工区)
(3) 工事場所 東京都新宿区霞ヶ丘町10番1号他
(4) 工事概要
A 国立霞ヶ丘陸上競技場 鉄筋コンクリート造、地上5階地下1階建、延べ面積約 51,600m² (北工区約24,000㎡)、日本スポーツ振興センター本部棟 鉄筋コンクリート造、地上4階地下2階建、延べ面積約 4,500 ㎡、及び外構のとりこわし
B 国立霞ヶ丘陸上競技場 鉄筋コンクリート造、地上5階地下1階建、延べ面積約 51,600㎡f (南工区約 28,000㎡)及び外構のとりこわし
(5) 工期 AB 平成27年9月30日まで
(6)本工事は、工事施工について 「工事全般の施工計画」及び「VE 提案とVE 提案に基づく施工計画」(以下、「技術提案書」という。)を受け付け、価格と価格以外の要素を総合的に評価して落札者を決定する総合評価落札方式のうち、品質確保のための体制その他の施工体制の確保状況を確認し、施工内容を確実に実現できるかどうかについて審査、評価を行う施工体制確認型総合評価落札方式を実施する試行工事である。
(7)本工事は、建設工事に係る資材の再資源化等に関する法律(平成12年法律第104号)に基づき、 分別解体等及び特定建設資材廃棄物の再資源化等の実施が義務付けられた工事である。
(8)本工事は資料提出等及び入札を紙方式で行う。
2 競争参加資格
次に掲げる条件を全て満たす単体有資格者(以下、「単体」という。)又は次に掲げる条件を全て満たしている特定建設工事共同企業体(以下、 「共同企業体」という。)であること
(1) 独立行政法人日本スポーツ振興センター契約事務取扱規程(平成15年度規程第49号)第2条及び第3条の規定に該当しない者であること。
(2)文部科学省における建築一式工事の一般競争参加者の資格(会社更生法(平成14年法律第154号)に基づき更生手続開始の申立てをした者又は民事再生法(平成11年法律第225号)に基づき再生手続き開始の申し立てをした者については、手続開始の決定後に一般競争参加資格の再認定を受けていること。)を有し、 「一般競争参加者の資格」(平成13年1月6日文部科学大臣決定) 第1章第4条で定めるところにより算定した点数(一般競争(指名競争) 参加資格認定通知書の記2の点数)が1,190点以上(共同企業体の構成員のうち代表者以外の構成員にあっては1,000点以上) であること
(3) 会社更生法に基づき更生手続開始の申立てをした者又は民事再生法に基づき再生手続き開始の申し立てをした者(2 (2) の再認定を受けた者を除く。)でないこと。
(4)元請けとして平成5年度以降に完成した下記の要件を満たす同種工事の施工実績を有すること(共同企業体の構成員としての実績は、出資比率が20%以上の場合のものに限る。)。鉄筋コンクリート造又は鉄骨鉄筋コンクリート造で、 延床面積 7,000㎡以上かつ4階建以上の建築物のとりこわし工事又はとりこわしを伴う建築工事
(5) 共同企業体で参加する場合の構成員は、建設業法(昭和24年法律第100号) 上の建築工事業につき許可を有しての営業年数が5年以上であること。 ただし、相当の施工実績を有し確実かつ円滑な施工が確保できると認められる場合においては、許可を有しての営業年数が5年未満であっても同等として取り扱うことができるものとする。
(6)共同企業体の構成員数は、2又は3社とする。
(7)共同企業体の結成方法は自主結成とすること。
(8)共同企業体の構成員の最小出資比率は均等割の10分の6を下回らない範囲とすること。
(9) 共同企業体の代表者は、 施工能力が最大で、出資比率が最も高い者とすること。
(10) 単体又は共同企業体の代表者は、次に掲げる基準を満たす主任技術者又は監理技術者を当該工事に専任で配置できること。
① 1級建築施工管理技士又はこれと同等以上の資格を有する者であること。
②平成5年度以降に、 2 (4) に掲げる工事を施工した経験を有する者であること。
③ 監理技術者にあっては、 監理技術者資格者証及び監理技術者講習修了証を有する者であること。
(11)共同企業体の場合の代表者以外の構成員についでは、2(10) ①③ を満たす主任技術者又は監理技術者を当該工事に専任で配置できること
(12) 申請書及び資料の提出期限の日から開札の時までの期間に、文部科学省から「建設工事の請負契約に係る指名停止等の措置要領」(平成18年1月20日付け 17 文科施第345 号文教施設企画部長通知)に基づく指名停止を受けていないこと。 また、 「独立行政法人日本スポーツ振興センター競争参加者の資格等に関する細則山 (平成15年度細則第35号)に基づく指名停止を受けていないこと。
(13) 上記1に示した工事に係る設計業務等の受託者(協力を受ける他の建設コンサルタント等を含む。以下同じ。)又は当該受託者と資本若しくは人事面において一定の関連がある建設業者でないこと。
(14)入札に参加しようとする者の間に資本関係又は人的関係がないこと(資本関係又は人的関係がある者の全てが共同企業体の代表者以外の構成員である場合を除く。)。
(15) 警察当局から、 暴力団員が実質的に経営を支配する建設業者又はこれに準ずるものとして、文部科学省発注工事等からの排除要請があり、当該状態が継続している者でないこと。
(16)下記3 (3) に掲げる総合評価の評価項目に示す「工事全般の施工計画」の欠格に該当しないこと。
(17) 入札説明書の交付を受けた者であること
3 総合評価に関する事項
(1)落札者の決定方法
①入札参加者は、「価格」、「技術提案書」及び「企業の施工体制」 をもって入札を行い、次のアイの要件に該当する者のうち、 3(2) ②によって得られる数値(以下、 「評価値」という。)の最も高い者を落札者とする。 ただし、落札者となるべき者の入札価格によっては、その者より当該契約の内容に適合した履行がなされないおそれがあると認められるとき、又はその者と契約を締結することが公正な取引の秩序を乱すこととなるおそれがあって著しく不適当であると認められるときは、予定価格の制限の範囲内で契約担当役の定める最低限の要求要件を全て満たして入札した他の者のうち評価値の最も高い者を落札者とすることがある。ア入札価格が予定価格の制限の範囲内であること。イ評価値が、 標準点を予定価格で除した数値(基準評価値)に対して下回らないこと。
②①において、 評価値の最も高い者が2人以上ある時は、くじを引かせて落札者を決定する。
(2) 総合評価の方法
標準点を100点とする。 加算点は3 (3) ①及び②の評価項目において、技術提案書の内容に応じ最高40点を与える。 施工体制評価点は、 3 (3) ③の評価項目において、施工体制に応じ最高30点を与える。なお、施工体制評価点の低い者に対しては、加算点を減ずる場合がある。
①加算点の算出方法は、3(3) ①及び②の評価項目ごとに評価を行い、各評価項目の評価点数の合計を加算点として付与する。
②価格及び価格以外の要素による総合評価は、入札参加者の標準点と上記によって得られる加算点及び施工体制評価点の合計を、当該入札者の入札価格で除して得た 「評価値」 をもって行う。
(3) 評価項目
①工事全般の施工計画
②VE 提案とVE 提案に基づく施工計画隣敷地等にかかる施工の安全確保に関する技術提案
・近隣に対する騒音・振動対策に関する技術提案
・建設副産物の再利用・再資源化に関する技術提案
③企業の施工体制
・品質確保の実効性
・施工体制確保の確実性
詳細については、入札説明書による。
(4)受注者の責により、 提出された技術提案書に基づく工事が実施されていないと認められる場合は、 指名停止措置を行うものとする。
4 入札手続等
(1) 担当部署
〒160-0013 東京都新宿区霞ヶ丘町10番1号　独立行政法人日本スポーツ振興センター管理部調　達管財課 
(2) 入札説明書の交付期間、 交付場所及び交付方法　AB 本公告の日から平成26年4月16日まで。
4 (1) に同じ。 図面の交付に当たっては、入札説明書に同封する購入申込書に従い購入する。
(3) 競争参加資格確認申請書及び技術提案書(以下、「技術提案書等」という。)の提出期限、場所及び方法
AB 平成26年4月17日 11時00分まで。 4 (1)に同じ。 紙により持参、郵送(書留郵便に限る。 提出期限までに必着。)又は託送(書留郵便と同等のものに限る。 提出期限までに必着。) で提出すること。
(4)入札保証金の納付等及び関係書類の提出期間、場
所及び方法　AB 平成26年5月8日から平成26年5月28日まで。 4(1)に同じ。 紙により持参、郵送(書留郵便に限る。 提出期間内必着。)又は託送(書留郵便と同等のものに限る。 提出期間内必着。)で提出すること。
(5) 入札書及び工事費内訳書の受領期限
AB 平成26年5月27日 17時00分までに紙により持参、郵送(書留郵便に限る。 提出期間内必着。)又は託送(書留郵便と同等のものに限る。 提出期間内必着。)で提出すること。 提出場所は4 (1)に同じ。
(6) 開札の日時及び場所　
A 平成26年5月29日 14時00分
B 平成26年5月29日 16時30分
独立行政法人日本スポーツ振興センター　本部事務所 第6会議室 (地下1階)　
5 その他
(1) 手続において使用する言語及び通貨 日本語及び日本国通貨に限る。
(2) 入札保証金納付。 ただし、 利付国債の提供又は銀行等の保証をもって入札保証金の納付に代えることができる。 なお、落札者が契約を結ばない場合は当法人に帰属する。 また、 入札保証保険契約の締結を行い、又は契約保証の予約を受けた場合は、入札保証金を免除する。
(3) 契約保証金納付。 契約金額の100分の30以上の契約保証金又はこれに代わる担保を納付又は提供すること。 ただし、 保険会社との間に契約担当役を被保険者とする履行保証保険契約(契約金額の10030以上)を締結し、その証書を提出する場合又は保険会社と工事履行保証契約(契約金額の10030以上)を締結し、その証書を提出する場合は契約保証金の納付を免除する。
(4)入札の無効 本公告に示した競争参加資格のない者のした入札、申請書又は資料に虚偽の記載をした者のした入札及び入札に関する条件に違反した入札は無効とする。
(5) 本工事に係る技術提案書等の提出に当たって、 VE提案により施工しようとする場合は、その内容を示した技術提案書を提出すること。 ただし、VE 提案が適正と認められなかった場合は、標準案により入札に参加できる。 また、標準案に基づき施工しようとする場合は、 標準案によって入札に参加する旨を記載すること。
(6)配置予定技術者の確認 落札者決定後、 CORINS 等により配置予定の監理技術者の専任制違反の事実が確認された場合、契約を結ばないことがある。 なお、種々の状況からやむを得ないものとして承認された場合の外は、申請書の差替えは認められない。
(7) 手続における交渉の有無 無
(8)契約書作成の要否 要
(9) 施工体制の審査のため、ヒアリングを実施するとともに、ヒアリングに際して追加資料の提出を求めることがある。
(10) 当該工事に直接関連する他の工事の請負契約を当該工事の請負契約の相手方との随意契約により締結する予定の有無 無
(11)VE 提案の採否VE 提案の採否については、競争参加資格の確認の通知に併せて通知する。
(12)関連情報を入手するための照会窓口 4(1)に同じ。
(13) 一般競争参加資格を有していない者の参加 
(12)　(2) に掲げる一般競争参加資格を有していない者も4 (3) により技術提案書等を提出することができるが、競争に参加するためには、 開札の時において、当該資格の認定を受け、かつ、 競争参加資格の確認を受けていなければならない。
(14) 詳細は入札説明書による。

## 第2回入札
2014年6月25日、2回目の入札公告が公示された。2回目の入札では参加資格が緩和され、前回より多くの業者に門戸が開かれ、解体業者も入札に参加できることとなった。2014年7月17日に開札された。北工区の入札価格は、①株式会社フジムラ（東京都江戸川区）16億4140万円、②関東建設興業株式会社（埼玉県行田市）18億6000万円、③松田都市開発株式会社（福岡県福岡市博多区）20億8000万円、④西松建設（東京都港区）21億4000万円であった。南工区の入札価格は、①フジムラ15億4140万円、②株式会社関口工業（東京都足立区）16億4000万円、③関東建設興業17億2500万円、④大和小田急建設株式会社（東京都新宿区）18億3600万円、⑤松田都市開発18億5000万円、⑥株式会社前田産業18億8800万円（熊本県熊本市南区）、⑦安藤・間（東京都港区）21億8000万円、⑧株式会社フジタ（東京都渋谷区）23億5000万円、⑨関東建設工業株式会社（群馬県太田市）24億円であった。（2回目入札の予定価格は北工区 24億9239万4000円（1回目より4億5553万2000円上昇）・南工区23億1415万1000円（1回目より4億3452万1000円上昇）であり、1回目の入札が不調であったにもかかわらず、2回目において予定価格が上昇している。）南北２工区の「１番札（最も安い価格）」であった株式会社フジムラおよび南工区の2番札であった株式会社関口興業は「特別重点調査」の対象とされ、7月25日に「書類に不備がった」として無効と判断され、南北両工区とも、関東建設興業が落札した。
同日夜、フジムラがJSCに抗議に出向いたところ、新国立競技場設置本部施設部長ら5名が7時間にわたり対応した。この際、JSC管理部調達管財課の中塚俊和課長は「この入札は官製談合の疑いがある。公正取引委員会に直ちに報告し、調査部会を立ち上げて調査する」と官製談合の疑いを示唆[73][74]、JSCは公正取引委員会への報告を経て調査部会を設置して調査した。（調査部会はJSCの理事、JSC指定の弁護士・公認会計士で構成されており、明らかに「身内の調査」であった）。8月19日JSC調査部会は「官製談合はなかった」と結論づけた 。

### 入札結果
＜入札結果：北工区＞
| NO                                                                 | 会社名       | 本社所在地     | 入札金額     | 備考           |
| 1                                                                  | フジムラ     | 東京都江戸川区 | 16億4140万円 | 特別重点調査   |
| 2                                                                  | 関東建設興業 | 埼玉県行田市   | 18億6000万円 | 低入札価格調査 |
| 3                                                                  | 松田都市開発 | 福岡市博多区   | 20億8000万円 | 低入札価格調査 |
| 4                                                                  | 西松建設     | 東京都港区     | 21億4000万円 | 低入札価格調査 |
| 予定価格 2,492,394,000（消費税及び地方消費税相当額を控除した金額） |              |                |              |                |

＜入札結果：南工区＞
| NO                                                                 | 会社名         | 本社所在地     | 入札金額     | 備考           |
| 1                                                                  | フジムラ       | 東京都江戸川区 | 15億4140万円 | 特別重点調査   |
| 2                                                                  | 関口工業       | 東京都足立区   | 16億4000万円 | 特別重点調査   |
| 3                                                                  | 関東建設興業   | 埼玉県行田市   | 17億2500万円 | 低入札価格調査 |
| 4                                                                  | 大和小田急建設 | 東京都新宿区   | 18億3600万円 | 低入札価格調査 |
| 5                                                                  | 松田都市開発   | 福岡市博多区   | 18億5000万円 | 低入札価格調査 |
| 6                                                                  | 前田産業       | 熊本市南区     | 18億8800万円 | 低入札価格調査 |
| 7                                                                  | 安藤・間       | 東京都港区     | 21億8000万円 |                |
| 8                                                                  | フジタ         | 東京都渋谷区   | 23億5000万円 |                |
| 9                                                                  | 関東建設工業   | 群馬県太田市   | 24億円       |                |
| 予定価格 2,314,151,000（消費税及び地方消費税相当額を控除した金額） |                |                |              |                |

### 入札公告
＜入札公告＞
次のとおり一般競争入札に付します。　
平成26年6月25日　独立行政法人日本スポーツ振興センター　契約担当役 理事長 河 野 一 郎
◎調達機関番号 576 ◎所在地番号 13
１ 工事概要
(1) 品目分類番号 41
(2) 工事名
Ａ 国立霞ヶ丘陸上競技場等とりこわし工事（北工区）
Ｂ 国立霞ヶ丘陸上競技場等とりこわし工事（南工区）
(3) 工事場所 東京都新宿区霞ヶ丘町10番1号他
(4) 工事内容
Ａ 国立霞ヶ丘陸上競技場 鉄筋コンクリート造、地上5階地下1階建、延べ面積約51,600㎡（北工区約24,000㎡）、日本スポーツ振興センター本部棟 鉄筋コンクリート造、地上4階地下2階建、延べ面積約4,500㎡、及び外構のとりこわし
Ｂ 国立霞ヶ丘陸上競技場 鉄筋コンクリート造、地上5階地下1階建、延べ面積約51,600㎡（南工区約28,000㎡）、及び外構のとりこわし
(5) 工期 契約締結日の翌日から平成27年10月19日まで
(6) 本工事は、建設工事に係る資材の再資源化等に関する法律（平成12 年法律第104 号）に基づき、分別解体等及び特定建設資材廃棄物の再資源化等の実施が義務付けられた工事である。
(7) 本工事は資料提出等及び入札を紙方式で行う。
２ 競争参加資格
次に掲げる条件を全て満たしている単体有資格者（以下、「単体」という。）又は次に掲げる条件を全て満たしている同一工種の構成員による特定建設工事共同企業体（以下、「共同企業体」という。）であること。
(1) 独立行政法人日本スポーツ振興センター契約事務取扱規程（平成15年度規程第49号）第2条及び第3条の規定に該当しない者であること。
(2) 文部科学省における「一般競争参加者の資格」（平成13年1月6日文部科学大臣決定）第1章第4条で定めるところにより算定した点数（一般競争（指名競争）参加資格認定通知書の記2の点数）が、以下①②のいずれかを満たすこと。（会社更生法（平成14年法律第154号）に基づき更生手続開始の申立てをした者又は民事再生法（平成11年法律第225号）に基づき再生手続き開始の申し立てをした者については、手続開始の決定後に一般競争参加資格の再認定を受けていること。）
① 建築一式工事で、1,190点以上（共同企業体の構成員のうち代表者以外の構成員にあっては1,000点以上）
② とび・土工・コンクリート工事で、950点以上（共同企業体の構成員のうち代表者以外の構成員にあっては860点以上）
(3) 会社更生法に基づき更生手続開始の申立てをした者又は民事再生法に基づき再生手続き開始の申し立てをした者（２(2)の再認定を受けた者を除く。）でないこと。
(4) 平成6年度以降に完成した下記の要件を満たす同種工事の施工実績を有すること（共同企業体の構成員としての実績は、出資比率が20％以上の場合のものに限る。）。
鉄筋コンクリート造又は鉄骨鉄筋コンクリート造で、一工事の合計延べ床面積4,000㎡以上かつ地上3階建以上の建築物のとりこわし工事又はとりこわしを伴う建築工事
(5) 共同企業体で参加する場合の構成員は、建設業法（昭和24年法律第100号）上の建築工事業につき許可を有しての営業年数が5年以上であること。ただし、相当の施工実績を有し確実かつ円滑な施工が確保できると認められる場合においては、許可を有しての営業年数が5年未満であっても同等として取り扱うことができるものとする。
(6) 共同企業体の構成員数は、2又は3社とする。
(7) 共同企業体の結成方法は自主結成とすること。
(8) 共同企業体の構成員の最小出資比率は均等割の10分の6を下回らない範囲とすること。
(9) 共同企業体の代表者は、施工能力が最大で、出資比率が最も高い者とすること。
(10) 単体又は共同企業体の代表者は、次に掲げる基準を満たす主任技術者又は監理技術者を当該工事に専任で配置できること。
① 1級建築施工管理技士又はこれと同等以上の資格を有する者であること。
② 平成6年度以降に、２(4)に掲げる工事を施工した経験を有する者であること。
③ 監理技術者にあっては、監理技術者資格者証及び監理技術者講習修了証を有する者であること。
(11) 共同企業体の場合の代表者以外の構成員については、２(10)①③を満たす主任技術者又は監理技術者を当該工事に専任で配置できること。
(12) 申請書提出期限の日から開札の時までの期間に、文部科学省から「建設工事の請負契約に係る指名停止等の措置要領」（平成18年1月20日付け17文科施第345号文教施設企画部長通知）に基づく指名停止を受けていないこと。また、「独立行政法人日本スポーツ振興センター競争参加者の資格等に関する細則」（平成15年度細則第35号）に基づく指名停止を受けていないこと。
(13) 上記１に示した工事に係る設計業務等の受託者（協力を受ける他の建設コンサルタント等を含む。以下同じ。）又は当該受託者と資本若しくは人事面において一定の関連がある建設業者でないこと。
(14) 入札に参加しようとする者の間に資本関係又は人的関係がないこと（資本関係又は人的関係がある者の全てが共同企業体の代表者以外の構成員である場合を除く。）。
(15) 警察当局から、暴力団員が実質的に経営を支配する建設業者又はこれに準ずるものとして、文部科学省発注工事等からの排除要請があり、当該状態が継続している者でないこと。
(16) 入札説明書の交付を受けた者であること。
３ 入札手続等
(1) 担当部署
独立行政法人日本スポーツ振興センター
管理部調達管財課（平成26年6月29日まで）
〒160-0013 東京都新宿区霞ヶ丘町10番1号（平成26年6月30日から）
〒107-0061 東京都港区北青山二丁目8番35号
(2) 入札説明書の交付期間、交付場所及び交付方法
本公告の日から平成26年7月16日まで。３(1)に同じ。
(3) 競争参加資格確認申請書及び競争参加資格確認資料（以下「資料」という。）の提出期限、場所及び方法
ＡＢ 平成26年7月7日17時00分まで。３(1)に同じ。紙により持参、郵送（書留郵便に限る。提出期限までに必着。）又は託送（書留郵便と同等のものに限る。提出期限までに必着。）で提出すること。
(4) 入札保証金の納付等及び関係書類の提出期間、場所及び方法
ＡＢ 平成26年7月9日から平成26年7月16日まで。３(1)に同じ。紙により持参、郵送（書留郵便に限る。提出期間内必着。）又は託送（書留郵便と同等のものに限る。提出期間内必着。）で提出すること。
(5) 入札書及び工事費内訳書の受領期限
ＡＢ 平成26年7月16日17時00分までに紙により持参、郵送（書留郵便に限る。提出期間内必着。）又は託送（書留郵便と同等のものに限る。提出期間内必着。）で提出すること。提出場所は３(1)に同じ。
(6) 開札の日時及び場所
Ａ 平成26年7月17日14時00分
Ｂ 平成26年7月17日16時00分
独立行政法人日本スポーツ振興センター　本部事務所会議室　
４ その他
(1) 手続において使用する言語及び通貨 日本語及び日本国通貨に限る。
(2) 入札保証金 納付。ただし、銀行等の保証をもって入札保証金の納付に代えることができる。なお、落札者が契約を結ばない場合は当法人に帰属する。また、入札保証保険契約の締結を行い、又は契約保証の予約を受けた場合は、入札保証金を免除する。
(3) 契約保証金 納付。契約金額の100分の30以上の契約保証金又はこれに代わる担保を納付又は提供すること。ただし、保険会社との間に契約担当役を被保険者とする履行保証保険契約（契約金額の100分の30以上）を締結し、その証書を提出する場合又は保険会社と工事履行保証契約（契約金額の100分の30以上）を締結し、その証書を提出する場合は契約保証金の納付を免除する。
(4) 入札の無効 本公告に示した競争参加資格のない者のした入札、申請書に虚偽の記載をした者のした入札及び入札に関する条件に違反した入札は無効とする。
(5) 落札者の決定方法 予定価格の制限の範囲内で最低の価格をもって有効な入札を行った者を落札者とする。ただし、落札者となるべき者の入札価格によっては、その者により当該契約の内容に適合した履行がなされないおそれがあると認められるとき、又はその者と契約を締結することが公正な取引の秩序を乱すこととなるおそれがあって著しく不適当であると認められるときは、予定価格の制限の範囲内の価格をもって入札した他の者のうち最低の価格をもって入札した者を落札者とすることがある。
(6) 配置予定技術者の確認 落札者決定後、CORINS等により配置予定の監理技術者の専任制違反の事実が確認された場合、契約を結ばないことがある。なお、種々の状況からやむを得ないものとして承認された場合の外は、申請書の差替えは認められない。
(7) 手続における交渉の有無 無
(8) 契約書作成の要否 要
(9) 当該工事に直接関連する他の工事の請負契約を当該工事の請負契約の相手方との随意契約により締結する予定の有無 無
(10) 関連情報を入手するための照会窓口 ３(1)に同じ。
(11) 一般競争参加資格を有していない者の参加 ２(2)に掲げる一般競争参加資格を有していない者も３(3)により資料を提出することができるが、競争に参加するためには、開札の時において、当該資格の認定を受け、かつ、競争参加資格の確認を受けて
いなければならない。
(12) 詳細は入札説明書による。

### 第2回入札後の動き
8月28日フジムラは弁護団（代理人弁護士 石田義俊、石田深恵、山崎克之、金澤 優）を結成して内閣府政府調達苦情処理対策室 に苦情処理申立書を提出し、9月10日、申立書が受理された（検委事第14号）。審議においてフジムラは、落札した埼玉県の業者（関東建設興業）より、入札前には知り得ないスタンド解体後の残土処分の詳細情報、入札に参加する東京都内の業者名及び東京に本拠地を持たない地方業者名を事前に知らされた会話の内容を示した。
9月12日、国立霞ヶ丘陸上競技場とりこわし工事に関する説明会が、日本青年館で行なわれた。工事事業者の関東建設興業が会場に姿を見せなかったことから、参加者から不満の声があがり、場内は紛糾した。　日本スポーツ振興センター（JSC）は、取り壊し工事の入札に談合の疑いが持たれており、そのため、公正取引委員会・文部科学省に通報した旨を説明した。フジムラによる内閣府政府調達苦情検討委員会に対する本入札についての苦情申し立てのため、同委員会の要請で契約執行を停止しており、当初は工事事業者を説明会に同席させる予定だったが、同席できないとの説明があった。
9月30日、内閣府政府調達苦情検討委員会（加毛修委員長／小泉淑子委員長代理／有川博委員・磯部力委員・大橋真由美委員）は審議の結果、日本スポーツ振興センター（JSC）が入札書および工事費内訳書の提出期限前に工事費内訳書を順次開封していたこと、ならびに入札者が提出した工事費内訳書の開封と並行して予定価格の決定に係る関係調達機関内部の手続を行っていたことは、調達過程の公正性および公平性ならびに入札書の秘密性を損なうものとして、契約を破棄し、新たに調達手続を行うよう提案した[23]。第2回目入札の契約（南北2工区）は破棄された。

### 国会での審議
10月7日、一連の経緯は第187回臨時国会 参議院予算委員会において取り上げられ、民主党 蓮舫議員により、下村博文文部科学大臣・日本スポーツ振興センター（JSC）河野一郎理事長に対し、談合疑惑の追及がなされた。JSC河野一郎理事長は、「（入札情報が）漏れたとは考えていない」「（落札価格の）操作事実はない」と平然と答え、更には、開札前に各業者の応札価格を認識した事実を蓮舫議員に指摘されながら、内部関係者への聞き取り調査さえ「していない」と開き直った。河野一郎理事長は最終的には不手際を陳謝、「聞き取り調査もせずに「談合の事実はなかった」と判断した」ことを認めた。また、蓮舫議員からの調査要請に対し下村博文文部科学大臣は「談合が疑われたので警察庁に通報した」と答弁した。同議員から談合防止のための第三者管理機関創設の考えを問われた安倍晋三内閣総理大臣は「今回は警察に調査を依頼している」と述べた。 下村博文文部科学大臣、安倍晋三内閣総理大臣の答弁を受け、警視庁捜査２課が調査に動くという異常事態に発展した。

## 第3回入札
3回目の入札は2014年12月2日に開札され、北工区はフジムラが１６億７２９２万円、南工区は関東建設興業が１５億５５２万円で落札した。ＪＳＣは、工事期間平成２６（2014）年１２月１５日、１９日～平成２７年９月３０日にて、両社と国立霞ヶ丘陸上競技場等とりこわし工事契約を締結した。当初2014年7月開始予定であった解体工事は、大幅に遅れ、2015年1月から開始されることとなった。基礎の一部は解体せずに流用するなど、一部計画を変更した。

### 入札結果
＜入札結果：北工区＞　　　　　　　　　　　　　　                  （単位：円）
| 入札者名                                                             | 第1回         | 第2回 | 第3回 | 備考     |
| フジムラ                                                             | 1,549,000,000 | ―     | ―     | 特別重点 |
| 関東建設興業                                                         | 1,770,000,000 | ―     | ―     | 低入札   |
| 松田都市開発                                                         | 1,813,000,000 | ―     | ―     | 低入札   |
| 村本建設                                                             | 1,950,000,000 | ―     | ―     |          |
| 前田産業                                                             | 1,975,000,000 | ―     | ―     |          |
| 戸田建設                                                             | 辞退          | ―     | ―     |          |
| 予定価格 2,022,201,000円（消費税及び地方消費税相当額を控除した金額） |               |       |       |          |

＜入札結果：南工区＞　　　　　　　　　　　　　　             　　（単位：円）
| 入札者名                                                             | 第1回         | 第2回 | 第3回 | 備考     |
| 関東建設興業                                                         | 1,394,000,000 | ―     | ―     | 低入札   |
| フジムラ                                                             | 1,459,000,000 | ―     | ―     | 低入札   |
| 大和小田急建設                                                       | 1,518,000,000 | ―     | ―     | 特別重点 |
| 前田産業                                                             | 1,587,500,000 | ―     | ―     |          |
| 戸田建設                                                             | 辞退          | ―     | ―     |          |
| 松田都市開発                                                         | 辞退          | ―     | ―     |          |
| 村本建設                                                             | 辞退          | ―     | ―     |          |
| 予定価格 1,739,566,000円（消費税及び地方消費税相当額を控除した金額） |               |       |       |          |

### 入札公告
＜入札広告：北工区＞
入札公告（建設工事）
次のとおり一般競争入札に付します。
なお、本案件はWTO に基づく政府調達に関する協定の適用を受ける調達工事です。
平成26 年10 月21 日独立行政法人日本スポーツ振興センター
契約担当役 理事長 河 野 一 郎
◎調達機関番号 576 ◎所在地番号 13
１ 工事概要
(1) 品目分類番号 41
(2) 工事名 国立霞ヶ丘陸上競技場等とりこわし工事（北工区）
(3) 工事場所 東京都新宿区霞ヶ丘町10 番1 号他
(4) 工事内容 国立霞ヶ丘陸上競技場 鉄筋コンクリート造、地上5 階地下1 階建、延べ面積約51,600㎡（北工区約24,000 ㎡）、日本スポーツ振興センター本部棟 鉄筋コンクリート造、地上4 階地下2階建、延べ面積約4,500 ㎡、及び外構のとりこわし
(5) 工期 契約締結日の翌日から平成27 年9 月30日まで
(6) 本工事は、建設工事に係る資材の再資源化等に関する法律（平成12 年法律第104 号）に基づき、分別解体等及び特定建設資材廃棄物の再資源化等の実施が義務付けられた工事である。
(7) 本工事においては、競争参加資格確認申請書（以下「申請書」という。）及び競争参加資格確認資料（以下「資料」という。）の提出並びに入札等を電子入札システムにより行う。なお、電子入札システムにより難いものは、発注者の承諾を得て紙入札方式に代えることができる。
２ 競争参加資格
次に掲げる条件を全て満たしている単体有資格者（以下、「単体」という。）又は次に掲げる条件を全て満たしている同一工種の構成員による特定建設工事共同企業体（以下、「共同企業体」という。）であること。
(1) 独立行政法人日本スポーツ振興センター契約事務取扱規程（平成15 年度規程第49 号）第2 条及び第3 条の規定に該当しない者であること。
(2) 文部科学省における「一般競争参加者の資格」（平成13 年1 月6 日文部科学大臣決定）第1 章第4 条で定めるところにより算定した点数（一般競争（指名競争）参加資格認定通知書の記2 の点数）が、以下①②のいずれかを満たすこと。（会社更生法（平成14 年法律第154 号）に基づき更生手続開始の申立てをした者又は民事再生法（平成11 年法律第225号）に基づき再生手続き開始の申し立てをした者については、手続開始の決定後に一般競争参加資格の再認定を受けていること。）
① 建築一式工事で、1,190 点以上（共同企業体の構成員のうち代表者以外の構成員にあっては1,000点以上）
② とび・土工・コンクリート工事で、950 点以上（共同企業体の構成員のうち代表者以外の構成員にあっては860 点以上）
(3) 会社更生法に基づき更生手続開始の申し立てをした者又は民事再生法に基づき再生手続き開始の申し立てをした者（２(2)の再認定を受けた者を除く。）でないこと。
(4) 平成6 年度以降に完成した下記の要件を満たす同種工事の施工実績を有すること（共同企業体の構成員としての実績は、出資比率が20％以上の場合のものに限る。）。鉄筋コンクリート造又は鉄骨鉄筋コンクリート造で、一工事の合計延べ床面積4,000 ㎡以上かつ地上3 階建以上の建築物のとりこわし工事又はとりこわしを伴う建築工事
(5) 共同企業体で参加する場合の構成員は、建設業法（昭和24 年法律第100 号）上の建築工事業につき許可を有しての営業年数が5 年以上であること。ただし、相当の施工実績を有し確実かつ円滑な施工が確保できると認められる場合においては、許可を有しての営業年数が5 年未満であっても同等として取り扱うことができるものとする。
(6) 共同企業体の構成員数は、2 又は3 社とする。
(7) 共同企業体の結成方法は自主結成とすること。
(8) 共同企業体の構成員の最小出資比率は均等割の10 分の6 を下回らない範囲とすること。
(9) 共同企業体の代表者は、施工能力が最大で、出資比率が最も高い者とすること。
(10) 単体又は共同企業体の代表者は、次に掲げる基準を満たす主任技術者又は監理技術者を当該工事に専任で配置できること。
① 1 級建築施工管理技士又はこれと同等以上の資格を有する者であること。なお、「これと同等以上の資格を有する者」とは、次の者をいう。
・一級建築士の資格を有する者
・これらと同等以上の資格を有するものと国土交通大臣が認定した者
② 平成6 年度以降に、２(4)に掲げる工事を施工した経験を有する者であること。
③ 監理技術者にあっては、監理技術者資格者証及び監理技術者講習修了証を有する者であること。
④ 配置予定の主任技術者又は監理技術者にあっては直接的かつ恒常的な雇用関係が必要であるので、その旨を明示することができる資料を求めることがあり、その明示がされない場合は入札に参加できないことがある。
(11) 共同企業体の場合の代表者以外の構成員については、２(10)①③を満たす主任技術者又は監理技術者を当該工事に専任で配置できること。
(12) 申請書提出期限の日から開札の時までの期間に、文部科学省から「建設工事の請負契約に係る指名停止等の措置要領」（平成18 年1 月20 日付け17 文科施第345 号文教施設企画部長通知）に基づく指名停止を受けていないこと。また、「独立行政法人日本スポーツ振興センター競争参加者の資格等に関する細則」（平成15 年度細則第35 号）に基づく指名停止を受けていないこと。
(13) 上記１に示した工事に係る設計業務等の受託者（協力を受ける他の建設コンサルタント等を含む。以下同じ。）又は当該受託者と資本若しくは人事面において一定の関連がある建設業者でないこと。
(14) 入札に参加しようとする者の間に資本関係又は人的関係がないこと（資本関係又は人的関係がある者の全てが共同企業体の代表者以外の構成員である場合を除く。）。
(15) 警察当局から、暴力団員が実質的に経営を支配する建設業者又はこれに準ずるものとして、文部科学省発注工事等からの排除要請があり、当該状態が継続している者でないこと。
(16) 入札説明書の交付を受けた者であること。
３ 入札手続等
(1) 担当部局
独立行政法人日本スポーツ振興センター　管理部調達管財課
(2) 入札説明書の交付期間、交付場所及び交付方法
平成26 年10 月21 日（火）から平成26 年10 月31 日（金）まで。
３(1)に同じ。
入札説明書の交付に当たっては無料とする。また図面等の交付に当たっては、入札説明書に従って購入するものとする。
(3)申請書及び資料の提出期間、提出場所及び提出方法
平成26 年10 月21 日（火）から平成26 年10 月31 日（金）まで。
３(1)に同じ。
電子入札システムにより提出すること。ただし、発注者の承諾を得た場合は持参又は郵送（書留郵便等の配達記録が残るものに限る。上記期間内必着）又は託送（書留郵便と同等のものに限る。提出期間内必着）すること。
(4) 入札保証金の納付等及び関係書類の提出期間、場所及び方法
平成26 年11 月7 日（金）から平成26 年12 月1日（月）12:00 まで。３(1)に同じ。
持参又は郵送（書留郵便等の配達記録が残るものに限る。上記期間内必着）又は託送（書留郵便と同等のものに限る。提出期間内必着）すること。
(5) 入札及び開札の日時及び場所並びに入札書及び工事費内訳書の提出方法入札書及び工事費内訳書は、平成26 年12 月1日（月）12 時00 分までに、電子入札システムにより、提出すること。ただし、発注者の承諾を得た場合は持参又は郵送（書留郵便等の配達記録が残るものに限る。上記期間内必着）又は託送（書留郵便と同等のものに限る。提出期間内必着）すること。開札は、平成26 年12 月2 日（火）10 時00 分独立行政法人日本スポーツ振興センター本部事務所会議室（電子入札システム）において行う。
４ その他
(1) 手続において使用する言語及び通貨 日本語及び日本国通貨に限る。
(2) 入札保証金 納付。ただし、銀行等の保証をもって入札保証金の納付に代えることができる。なお、落札者が契約を結ばない場合は当法人に帰属する。また、入札保証保険契約の締結を行い、又は契約保証の予約を受けた場合は、入札保証金を免除する。
(3) 契約保証金 納付。契約金額の100 分の30 以上の契約保証金又はこれに代わる担保を納付又は提供すること。ただし、保険会社との間に契約担当役を被保険者とする履行保証保険契約（契約金額の100 分の30 以上）を締結し、その証書を提出する場合又は保険会社と工事履行保証契約（契約金額の100 分の30 以上）を締結し、その証書を提出する場合は契約保証金の納付を免除する。
(4) 入札の無効 本公告に示した競争参加資格のない者のした入札、申請書に虚偽の記載をした者のした入札及び入札に関する条件に違反した入札は無効とする。
(5) 落札者の決定方法 予定価格の制限の範囲内で最低の価格をもって有効な入札を行った者を落札者とする。ただし、落札者となるべき者の入札価格によっては、その者により当該契約の内容に適合した履行がなされないおそれがあると認められるとき、又はその者と契約を締結することが公正な取引の秩序を乱すこととなるおそれがあって著しく不適当であると認められるときは、予定価格の制限の範囲内の価格をもって入札した他の者のうち最低の価格をもって入札した者を落札者とすることがある。
(6) 配置予定技術者の確認 落札者決定後、CORINS等により配置予定の監理技術者の専任制違反の事実が確認された場合、契約を結ばないことがある。なお、種々の状況からやむを得ないものとして承認された場合の外は、申請書の差替えは認められない。
(7) 手続における交渉の有無 無
(8) 契約書作成の要否 要
(9) 当該工事に直接関連する他の工事の請負契約を当該工事の請負契約の相手方との随意契約により締結する予定の有無 無
(10) 関連情報を入手するための照会窓口 ３(1)に同じ。
(11) 一般競争参加資格を有していない者の参加 ２(2)に掲げる一般競争参加資格を有していない者も３(3)により申請書及び資料を提出することができるが、競争に参加するためには、開札の時において、当該資格の認定を受け、かつ、競争参加資格の確認を受けていなければならない。当該一般競争参加資格の認可に係る申請は３(1)において随時受け付ける。
(12) 詳細は入札説明書による。
＜入札広告：南工区＞
入札公告（建設工事）
次のとおり一般競争入札に付します。
なお、本案件はWTO に基づく政府調達に関する協定の適用を受ける調達工事です。
平成26 年10 月21 日
独立行政法人日本スポーツ振興センター　契約担当役 理事長 河 野 一 郎
◎調達機関番号 576 ◎所在地番号 13
１ 工事概要
(1) 品目分類番号 41
(2) 工事名 国立霞ヶ丘陸上競技場等とりこわし工事（南工区）
(3) 工事場所 東京都新宿区霞ヶ丘町10 番2 号
(4) 工事内容 国立霞ヶ丘陸上競技場 鉄筋コンクリート造、地上5 階地下1 階建、延べ面積約51,600㎡（南工区約28,000 ㎡）、及び外構のとりこわし
(5) 工期 契約締結日の翌日から平成27 年9 月30日まで
(6) 本工事は、建設工事に係る資材の再資源化等に関する法律（平成12 年法律第104 号）に基づき、分別解体等及び特定建設資材廃棄物の再資源化等の実施が義務付けられた工事である。
(7) 本工事においては、競争参加資格確認申請書（以下「申請書」という。）及び競争参加資格確認資料（以下「資料」という。）の提出並びに入札等を電子入札システムにより行う。なお、電子入札システムにより難いものは、発注者の承諾を得て紙入札方式に代えることができる。
２ 競争参加資格
次に掲げる条件を全て満たしている単体有資格者（以下、「単体」という。）又は次に掲げる条件を全て満たしている同一工種の構成員による特定建設工事共同企業体（以下、「共同企業体」という。）であること。
(1) 独立行政法人日本スポーツ振興センター契約事務取扱規程（平成15 年度規程第49 号）第2 条及び第3 条の規定に該当しない者であること。
(2) 文部科学省における「一般競争参加者の資格」（平成13 年1 月6 日文部科学大臣決定）第1 章第4 条で定めるところにより算定した点数（一般競争（指名競争）参加資格認定通知書の記2 の点数）が、以下①②のいずれかを満たすこと。（会社更生法（平成14 年法律第154 号）に基づき更生手続開始の申立てをした者又は民事再生法（平成11 年法律第225号）に基づき再生手続き開始の申し立てをした者については、手続開始の決定後に一般競争参加資格の再認定を受けていること。）
① 建築一式工事で、1,190 点以上（共同企業体の構成員のうち代表者以外の構成員にあっては1,000点以上）
② とび・土工・コンクリート工事で、950 点以上（共同企業体の構成員のうち代表者以外の構成員にあっては860 点以上）
(3) 会社更生法に基づき更生手続開始の申し立てをした者又は民事再生法に基づき再生手続き開始の申し立てをした者（２(2)の再認定を受けた者を除く。）でないこと。
(4) 平成6 年度以降に完成した下記の要件を満たす同種工事の施工実績を有すること（共同企業体の構成員としての実績は、出資比率が20％以上の場合のものに限る。）。
鉄筋コンクリート造又は鉄骨鉄筋コンクリート造で、一工事の合計延べ床面積4,000 ㎡以上かつ地上3 階建以上の建築物のとりこわし工事又はとりこわしを伴う建築工事
(5) 共同企業体で参加する場合の構成員は、建設業法（昭和24 年法律第100 号）上の建築工事業につき許可を有しての営業年数が5 年以上であること。ただし、相当の施工実績を有し確実かつ円滑な施工が確保できると認められる場合においては、許可を有しての営業年数が5 年未満であっても同等として取り扱うことができるものとする。
(6) 共同企業体の構成員数は、2 又は3 社とする。
(7) 共同企業体の結成方法は自主結成とすること。
(8) 共同企業体の構成員の最小出資比率は均等割の10 分の6 を下回らない範囲とすること。
(9) 共同企業体の代表者は、施工能力が最大で、出資比率が最も高い者とすること。
(10) 単体又は共同企業体の代表者は、次に掲げる基準を満たす主任技術者又は監理技術者を当該工事に専任で配置できること。
① 1 級建築施工管理技士又はこれと同等以上の資格を有する者であること。なお、「これと同等以上の資格を有する者」とは、次の者をいう。
・一級建築士の資格を有する者
・これらと同等以上の資格を有するものと国土交通大臣が認定した者
② 平成6 年度以降に、２(4)に掲げる工事を施工した経験を有する者であること。
③ 監理技術者にあっては、監理技術者資格者証及び監理技術者講習修了証を有する者であること。
④ 配置予定の主任技術者又は監理技術者にあっては直接的かつ恒常的な雇用関係が必要であるので、その旨を明示することができる資料を求めることがあり、その明示がされない場合は入札に参加できないことがある。
(11) 共同企業体の場合の代表者以外の構成員については、２(10)①③を満たす主任技術者又は監理技術者を当該工事に専任で配置できること。
(12) 申請書提出期限の日から開札の時までの期間に、文部科学省から「建設工事の請負契約に係る指名停止等の措置要領」（平成18 年1 月20 日付け17 文科施第345 号文教施設企画部長通知）に基づく指名停止を受けていないこと。また、「独立行政法人日本スポーツ振興センター競争参加者の資格等に関する細則」（平成15 年度細則第35 号）に基づく指名停止を受けていないこと。
(13) 上記１に示した工事に係る設計業務等の受託者（協力を受ける他の建設コンサルタント等を含む。以下同じ。）又は当該受託者と資本若しくは人事面において一定の関連がある建設業者でないこと。
(14) 入札に参加しようとする者の間に資本関係又は人的関係がないこと（資本関係又は人的関係がある者の全てが共同企業体の代表者以外の構成員である場合を除く。）。
(15) 警察当局から、暴力団員が実質的に経営を支配する建設業者又はこれに準ずるものとして、文部科学省発注工事等からの排除要請があり、当該状態が継続している者でないこと。
(16) 入札説明書の交付を受けた者であること。
３ 入札手続等
(1) 担当部局
独立行政法人日本スポーツ振興センター管理部調達管財課
(2) 入札説明書の交付期間、交付場所及び交付方法
平成26 年10 月21 日（火）から平成26 年10 月31 日（金）まで。3(1)に同じ。
入札説明書の交付に当たっては無料とする。また図面等の交付に当たっては、入札説明書に従って購入するものとする。
(3) 申請書及び資料の提出期限、提出場所及び提出方法
平成26 年10 月21 日（火）から平成26 年10 月31 日（金）まで。３(1)に同じ。
電子入札システムにより提出すること。ただし、発注者の承諾を得た場合は持参又は郵送（書留郵便等の配達記録が残るものに限る。上記期間内必着）又は託送（書留郵便と同等のものに限る。提出期間内必着）すること。
(4) 入札保証金の納付等及び関係書類の提出期間、場所及び方法平成26 年11 月7 日（金）から平成26 年12 月1日（月）12:00 まで。３(1)に同じ。
持参又は郵送（書留郵便等の配達記録が残るものに限る。上記期間内必着）又は託送（書留郵便と同等のものに限る。提出期間内必着）すること。
(5) 入札及び開札の日時及び場所並びに入札書及び
工事費内訳書の提出方法
入札書及び工事費内訳書は、平成26 年12 月1日（月）12 時00 分までに、電子入札システムにより、提出すること。ただし、発注者の承諾を得た場合は持参又は郵送（書留郵便等の配達記録が残るものに限る。上記期間内必着）又は託送（書留郵便と同等のものに限る。提出期間内必着）すること。開札は、平成26 年12 月2 日（火）14 時00 分独立行政法人日本スポーツ振興センター本部事務所会議室（電子入札システム）において行う。
４ その他
(1) 手続において使用する言語及び通貨 日本語及び日本国通貨に限る。
(2) 入札保証金 納付。ただし、銀行等の保証をもって入札保証金の納付に代えることができる。なお、落札者が契約を結ばない場合は当法人に帰属する。また、入札保証保険契約の締結を行い、又は契約保証の予約を受けた場合は、入札保証金を免除する。
(3) 契約保証金 納付。契約金額の100 分の30 以上の契約保証金又はこれに代わる担保を納付又は提供すること。ただし、保険会社との間に契約担当役を被保険者とする履行保証保険契約（契約金額の100 分の30 以上）を締結し、その証書を提出する場合又は保険会社と工事履行保証契約（契約金額の100 分の30 以上）を締結し、その証書を提出する場合は契約保証金の納付を免除する。
(4) 入札の無効 本公告に示した競争参加資格のない者のした入札、申請書に虚偽の記載をした者のした入札及び入札に関する条件に違反した入札は無効とする。
(5) 落札者の決定方法 予定価格の制限の範囲内で最低の価格をもって有効な入札を行った者を落札者とする。ただし、落札者となるべき者の入札価格によっては、その者により当該契約の内容に適合した履行がなされないおそれがあると認められるとき、又はその者と契約を締結することが公正な取引の秩序を乱すこととなるおそれがあって著しく不適当であると認められるときは、予定価格の制限の範囲内の価格をもって入札した他の者のうち最低の価格をもって入札した者を落札者とすることがある。
(6) 配置予定技術者の確認 落札者決定後、CORINS等により配置予定の監理技術者の専任制違反の事実が確認された場合、契約を結ばないことがある。なお、種々の状況からやむを得ないものとして承認された場合の外は、申請書の差替えは認められない。
(7) 手続における交渉の有無 無
(8) 契約書作成の要否 要
(9) 当該工事に直接関連する他の工事の請負契約を当該工事の請負契約の相手方との随意契約により締結する予定の有無 無
(10) 関連情報を入手するための照会窓口 ３(1)に同じ。
(11) 一般競争参加資格を有していない者の参加 ２
(2)に掲げる一般競争参加資格を有していない者も３(3)により申請書及び資料を提出することができるが、競争に参加するためには、開札の時において、当該資格の認定を受け、かつ、競争参加資格の確認を受けていなければならない。当該一般競争参加資格の認可に係る申請は３(1)において随時受け付ける。
(12) 詳細は入札説明書による。

## 発生材売払の入札（単価入札）
発生材の売払について、多くの公共工事の入札では工事費に含まれるが、国立霞ヶ丘陸上競技場とりこわし工事については、本体解体工事費と切り離され、別途入札が行われた。

### 入札結果
＜入札結果：発生材売払（単価契約）＞　　　　　　　　　　（単位：円）
| 入札者名                                                         | 第1回       | 第2回 | 第3回 | 備考 |
| フジムラ                                                         | 247,360,000 | ―     | ―     | 落札 |
| 第一金属                                                         | 221,442,250 | ―     | ―     |      |
| 青木                                                             | 194,193,500 | ―     | ―     |      |
| アライ・リステム                                                 | 191,102,700 | ―     | ―     |      |
| 第一商事                                                         | 178,873,200 | ―     | ―     |      |
| 糸井商事                                                         | 163,027,000 | ―     | ―     |      |
| クリーンテックシオガイ東京                                       | 162,253,900 | ―     | ―     |      |
| イノハチ                                                         | 161,520,000 | ―     | ―     |      |
| 樽味商会                                                         | 157,326,000 | ―     | ―     |      |
| 啓味商会                                                         | 156,778,450 | ―     | ―     |      |
| YAMANAKA                                                         | 151,733,525 | ―     | ―     |      |
| カネダ                                                           | 134,910,500 | ―     | ―     |      |
| 二起鋼業                                                         | 125,509,400 | ―     | ―     |      |
| 田口金属                                                         | 117,987,700 | ―     | ―     |      |
| 伊藤信司商店                                                     | 116,453,300 | ―     | ―     |      |
| 三井物産メタルワン建材                                           | 103,383,600 | ―     | ―     |      |
| Ｆステーションイサイトウ                                         | 辞退        | ―     | ―     |      |
| 予定価格 217,447,000（消費税及び地方消費税相当額を控除した金額） |             |       |       |      |

### 入札公告[13]
＜入札公告＞
次のとおり一般競争入札に付します。　平成27年1月15日
独立行政法人日本スポーツ振興センター　契約担当役 理事長 河野一郎
1 入札内容
(1) 件名
国立霞ヶ丘陸上競技場等とりこわし工事に伴う発生材売払 (単価契約)
(2)搬出場所
①国立霞ヶ丘陸上競技場(東京都新宿区霞ヶ丘町10番2号)
(3)入札物品 (詳細は仕様書のとおり)
① スチール類 (約 7,059,100kg)
② アルミ類(約 60, 600kg)
③ ステンレス類 (約29,500kg)
④ 銅くず (約 62,700kg)
(4) 搬出期間 契約日の翌日から平成27年9月30日 (水)まで
(5) 本件は、 資料の提出、 入札等を紙入札方式で行う。
2 入札参加資格
(1) 独立行政法人日本スポーツ振興センター契約事務取扱規程(平成15年度規程第49号) 第2条及び第3条の規定に該当しない者であること。 予算決算及び会計令(平成22年勅令第165号) 第70条及び第71条の規定に該当しない者であること。 なお、 未成年者、被保佐人又は被補助人であって、 契約締結のために必要な同意を得ている者は、 同70条中、 特別の理由がある場合に該当する。
(2)平成 25・26・27 年度全省庁統一資格において、「物品の買受け」 の 「A」、 「B」 又は 「C」の等級に格付けされている者であること。
(3) 会社更生法に基づき更生手続開始の申立てがなされている者又は民事再生法に基づき再生手続き開始の申し立てがなされている者でないこと。
(4) 暴力団員による不当な行為防止等に関する法律(平成3年法律第77号) 第2条第2号に規定する暴力団員に該当する者、 これら暴力団及び暴力団員と社会的に非難されるような関係を有する者でないこと。
(5) 暴力団及び暴力団員等の依頼を受けて入札に参加しようとする者でないこと。
(6)現場確認を行った者であること。
3 入札手続等
(1) 担当部署
独立行政法人日本スポーツ振興センター　管理部調達管財課
(2)入札説明書の交付期間、 交付場所及び交付方法
本公告の日から平成27年1月26日 (月)まで3(1)の場所にて交付する。入札説明書の交付に当たっては無料とする。
(3) 入札参加資格確認申請書(以下「申請書」という。)の提出期限、提出場所及び提出方法平成27年2月3日 (火) 12時00分まで、 3 (1)と同じ。 持参又は郵送(必着とする。)すること。
(4) 入札・ 開札の日時、場所及び入札書の提出方法
平成27年2月5日 (木) 10時00分
独立行政法人日本スポーツ振興センター管理部　入札室
入札書は上記入札場所に持参すること。
4 その他
(1) 契約手続において使用する言語及び通貨 日本語
及び日本国通貨。
(2)入札保証金免除。
(3) 契約保証金 免除。
(4) 入札の無効 本公告に示した入札参加資格のない者による入札、 申請書に虚偽の記載をした者が行った入札及び入札の条件に違反した入札は無効とする。
(5)落札者の決定方法 入札書の合計 (予定総額)について、 最低予定価格以上の価格で最高の価格をもって入札した者を落札者とする。
(6)手続における交渉等の有無 無
(7)契約書作成の要否 要。
(8) 入札説明会の実施の有無等
① 入札説明会 実施しない。
② 入札説明書等に対する質問書の提出期限 平成27年1月28日 (水) 12時00分
③ ②の質問に対する回答期間 平成27年1月30日 (金)から平成27年2月4日 (水)まで
④売払物品の現場確認を上記3に電話により申し込み、日程を調整した上で必ず行うこと。 なお、現場確認を行う者は、事前に入札説明書の交付を受けた者に限る。なお、現場確認期間は、 平成27年1月16日 (金)から平成27年1月27日 (火)まで (土曜日、日曜日及び祝日法に規定する休日を除く。) とする。
(9) 関連情報を入手するための照会窓口 3 (1) に同じ。
(10) 詳細は入札説明書による。

## 解体工事の経緯
旧国立競技場は2015年1月から解体工事が実施され、2015年10月にかけて完工した。解体工事の完了を受けて、新国立競技場の建設が始まった。

## 文部科学省による検証（新国立競技場整備計画経緯検証委員会）
平成27年７月17日新国立競技場の整備計画が白紙に戻ることとなった事態を受け、整備計画に係るこれまでの経緯について客観的に検証するため、同年８月４日、文部科学省に第三者からなる組織として新国立競技場整備計画経緯検証委員会が設置された。（検証委員　柏木 昇 東京大学名誉教授／元・中央大学法科大学院教授 （委員長）・國井 隆 公認会計士・黒田 裕 弁護士・為末 大 一般社団法人アスリート・ソサエティ代表理事・古阪 秀三 京都大学工学研究科建築学専攻教授・横尾 敬介 経済同友会 専務理事／みずほ証券 常任顧問（委員長代理））　本委員会の検証報告書では、解体工事の遅延について、以下の通り記載している。

### 検証の概要
入札の１回目は不落となった。２回目は特別重点調査を実施する結果となり、２位の者と契約することとなった。７月25 日に特別重点調査対象者から入札談合情報が入り、ＪＳＣにおいて調査したが談合の事実は認められず、８月28 日、入札を無効とされた者から、政府調達苦情検討委員会に苦情申し立てがされた。９月５日～10 日には同委員会から契約執行停止要請があるとともに苦情申し立てが受理されている。結局再入札（３回目）となり、入札公告10 月21 日、改札12 月２日、工事着工12月中旬となった。平成26 年12 月15 日、ＪＳＣは、国立霞ヶ丘陸上競技場等とりこわし工事契約を締結している。